# Fasdūtherē atoll
Fasdūtherē atoll är en atoll i Maldiverna. Den ligger i norra delen av Maldiverna, mellan 135 och 145 kilometer norr om huvudstaden Malé. Den ligger mellan de två större atollerna Norra Maalhosmadulu och Södra Maalhosmadulu. Den tillhör den administrativa atollen Baa atoll.
Atollen har 11 öar, varav endast en, Kudarikilu, är bebodd. Dessutom finns turistanläggningar på några öar, som officiellt räknas som obebodda.